# Charles François de Mondion
Charles François de Mondion (Parigi, 6 ottobre 1681 – La Valletta, 25 dicembre 1733) è stato un ingegnere militare e architetto francese.

## Carriera
De Mondion nacque a Parigi e studiò ingegneria militare sotto Sébastien Le Prestre de Vauban.
Arrivò per la prima volta a Malta nel 1715 durante la magistratura del Gran Maestro Ramon Perellos y Roccaful e i suoi primi lavori furono come sostituto dell'ingegnere militare René Jacob de Tigné. Uno dei suoi primi lavori fu la seconda torre di Marsalforn, che però non esiste più. Successivamente de Mondion fu ammesso nell'Ordine di San Giovanni come Cavaliere di Grazia e ottenne la residenza permanente a Malta.
L'ascesa del gran maestro António Manoel de Vilhena nel giugno del 1722 creò un'importante opportunità per de Mondion, grazie ai nuovi ambizioni programmi di costruzione di quest'ultimo. Il 3 novembre 1722 infatti Vilhena affidò a de Mondion il recupero dell'ex capitale Mdina e delle sue fortificazioni. De Mondion progettò una serie di edifici barocchi tra cui la Porta Mdina, il portale della Porta Greca, la Torre dello Standardo, Palazzo Vilhena, la Banca Giuratale e la Corte Capitanale.
De Mondion fu anche coinvolto nella realizzazione o nella modifica del Sistema di Floriana, di Fort Manoel, delle fortificazioni di Birgu e del Sistema di Santa Margherita. Progettò inoltre diverse porte in queste fortificazioni come la Porte des Bombes e la Porta di Sant'Elena.
La sua morte inattesa nel 1733 pose termine a una promettente carriera e oggi i suoi resti si trovano all'interno del Fort Manoel nella cripta della cappella dedicata a Sant'Antonio da Padova.

## Galleria d'immagini

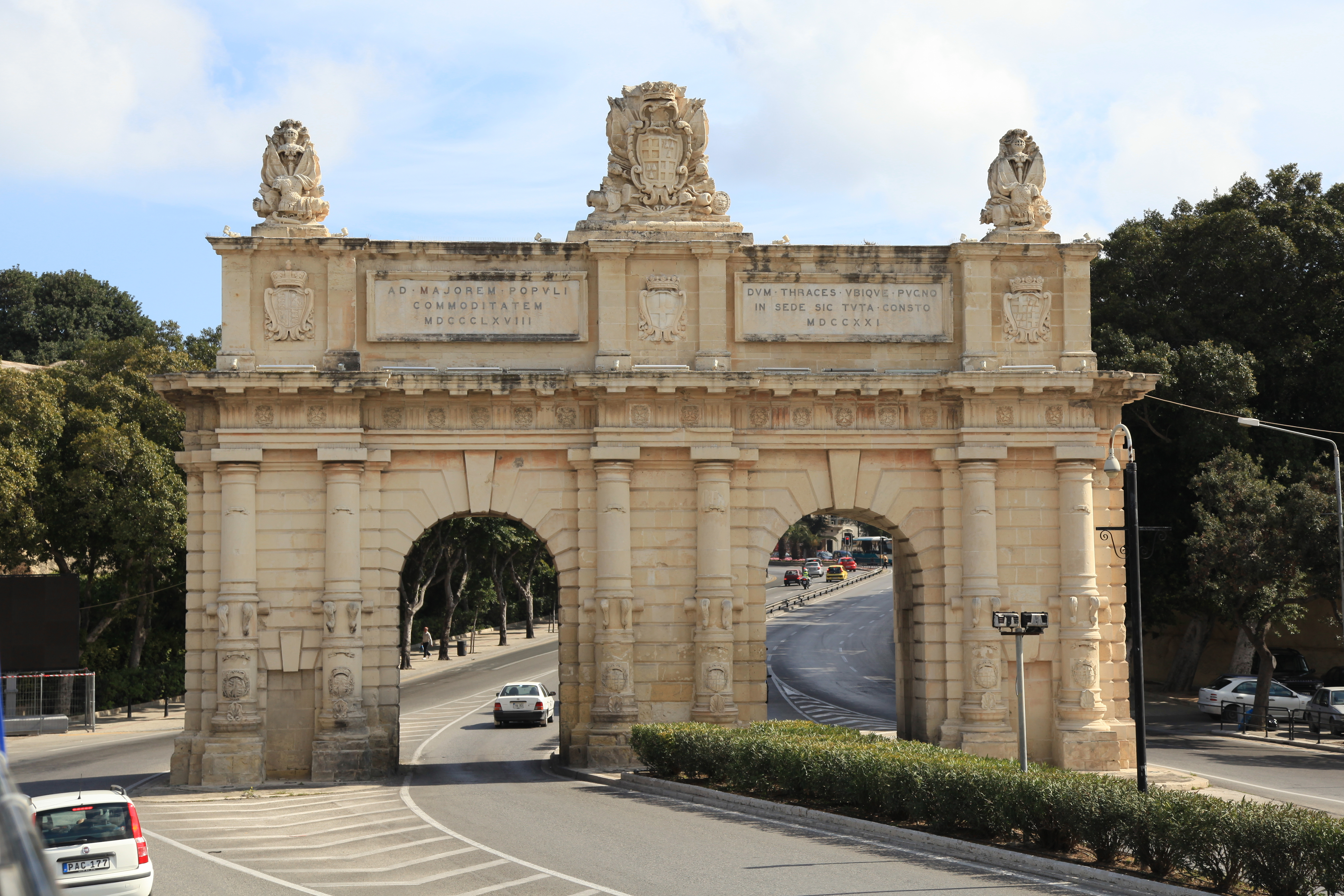
Porte des Bombes
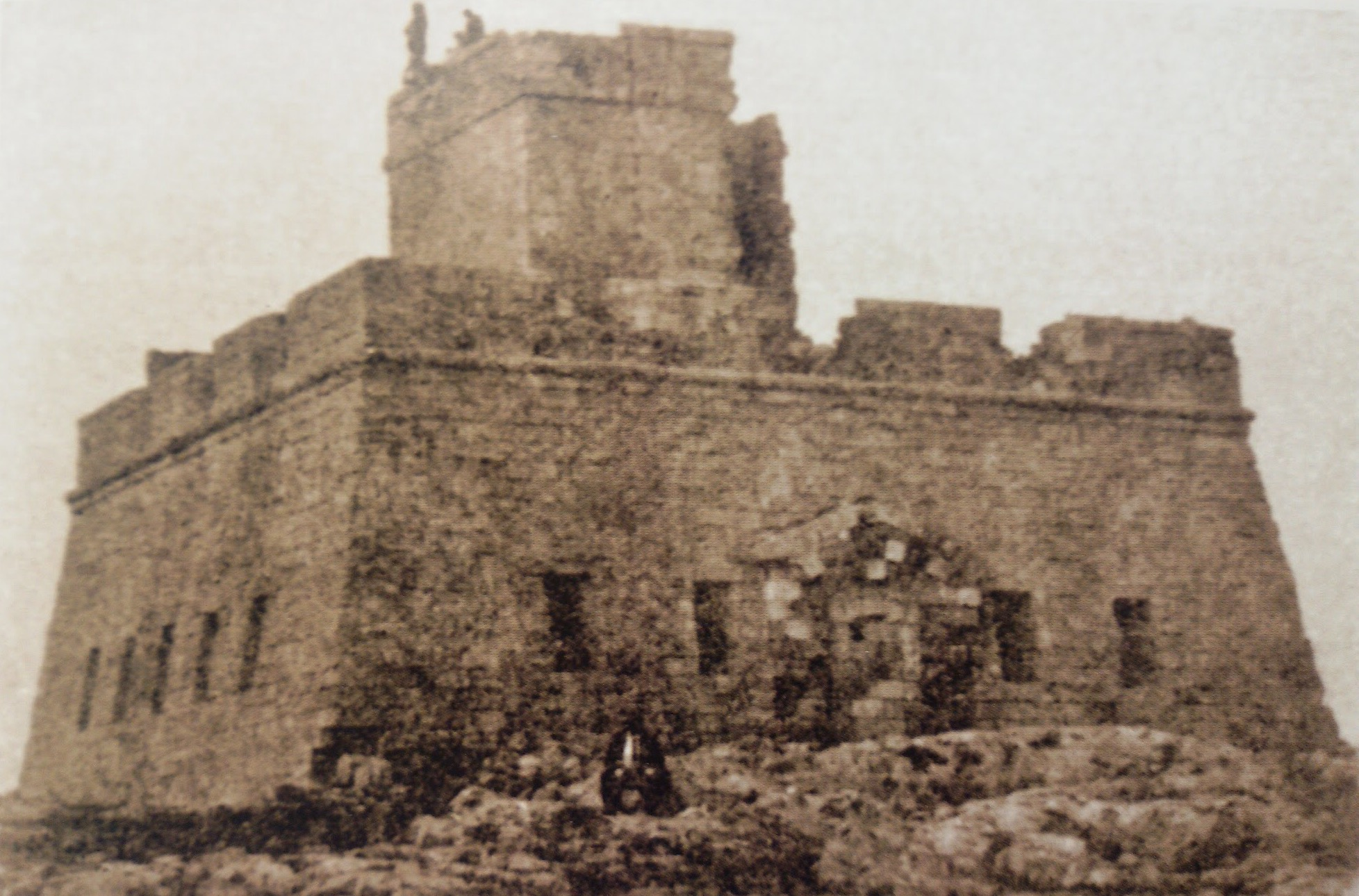
Torre di Marsalforn
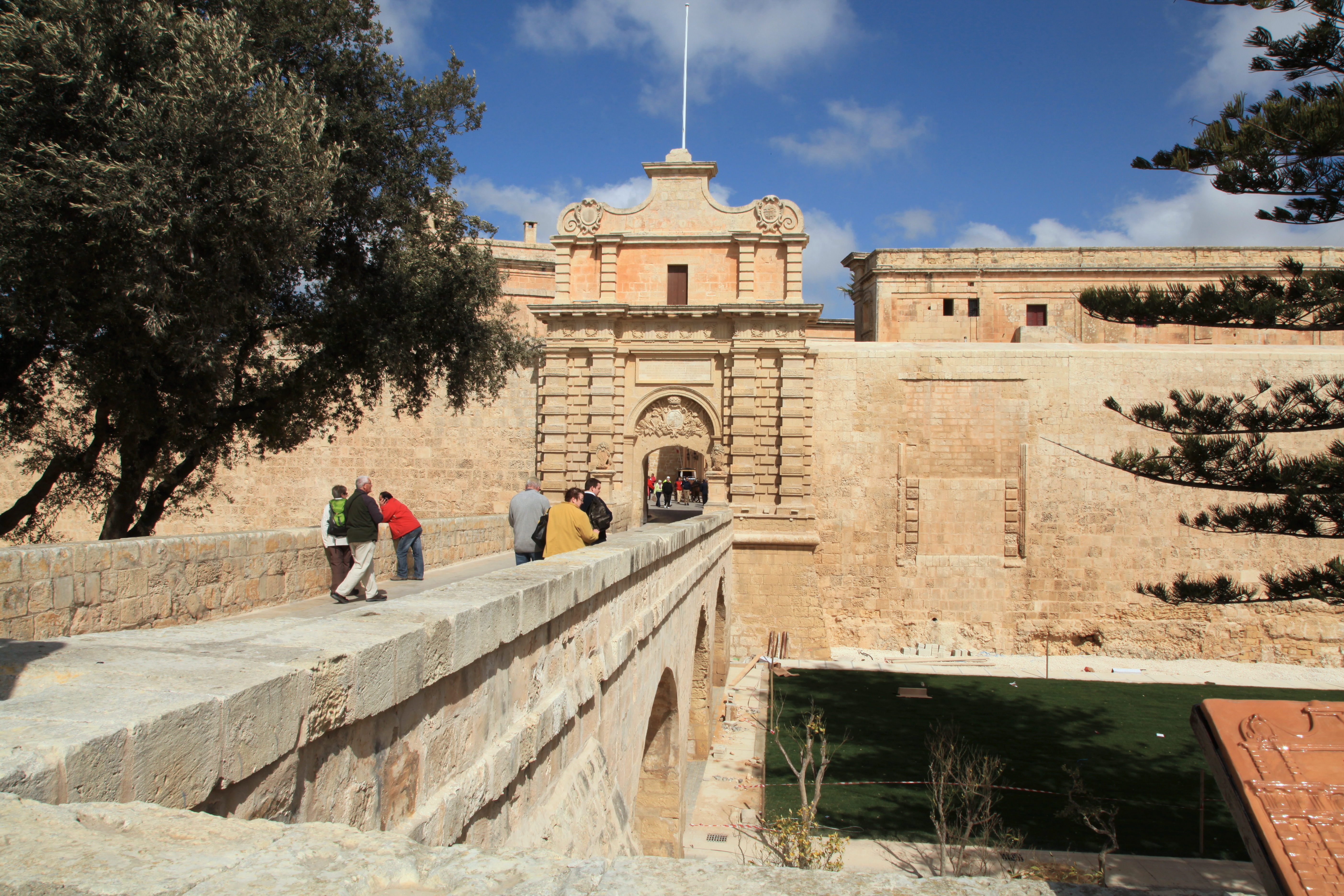
Porta Mdina
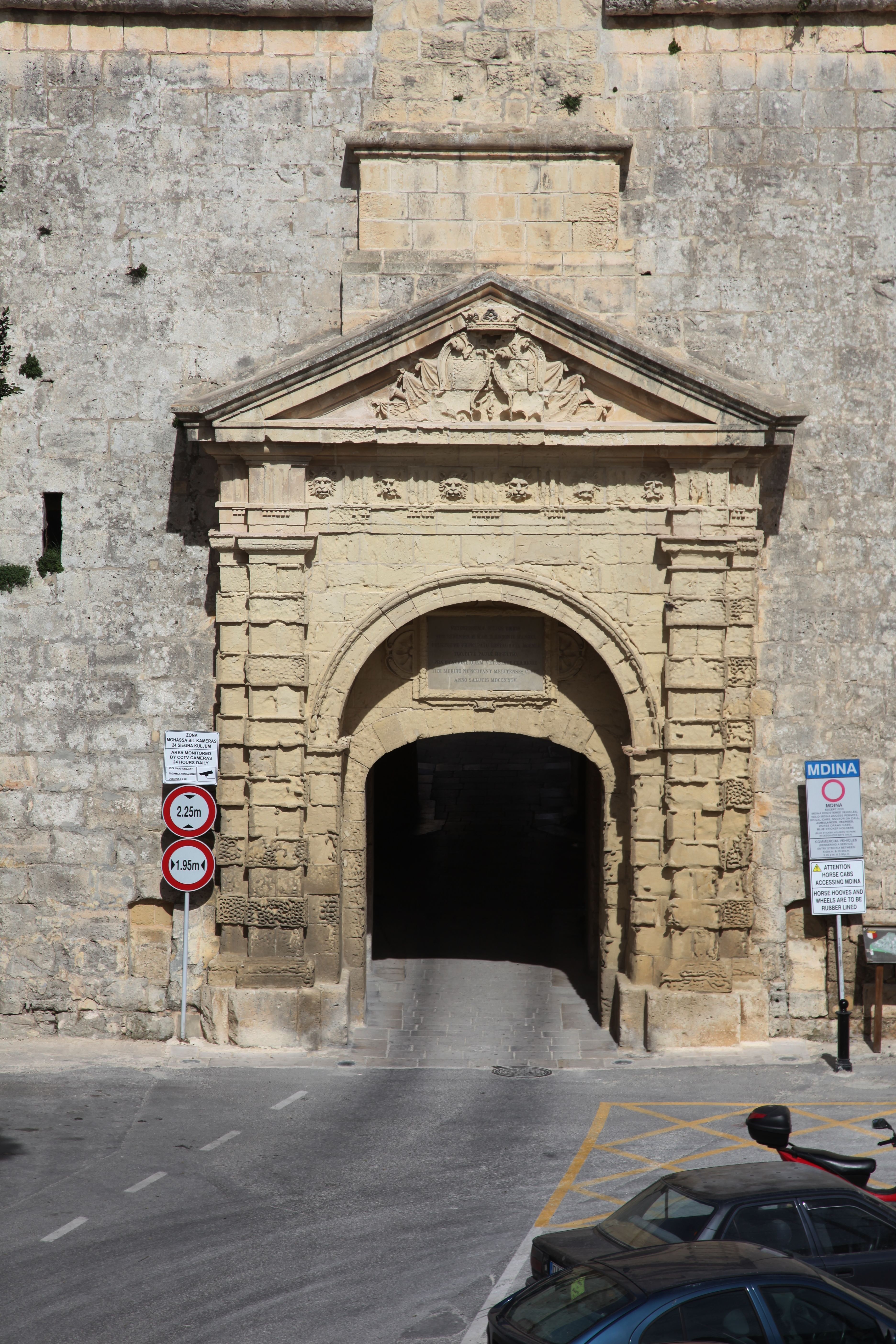
Porta Greca
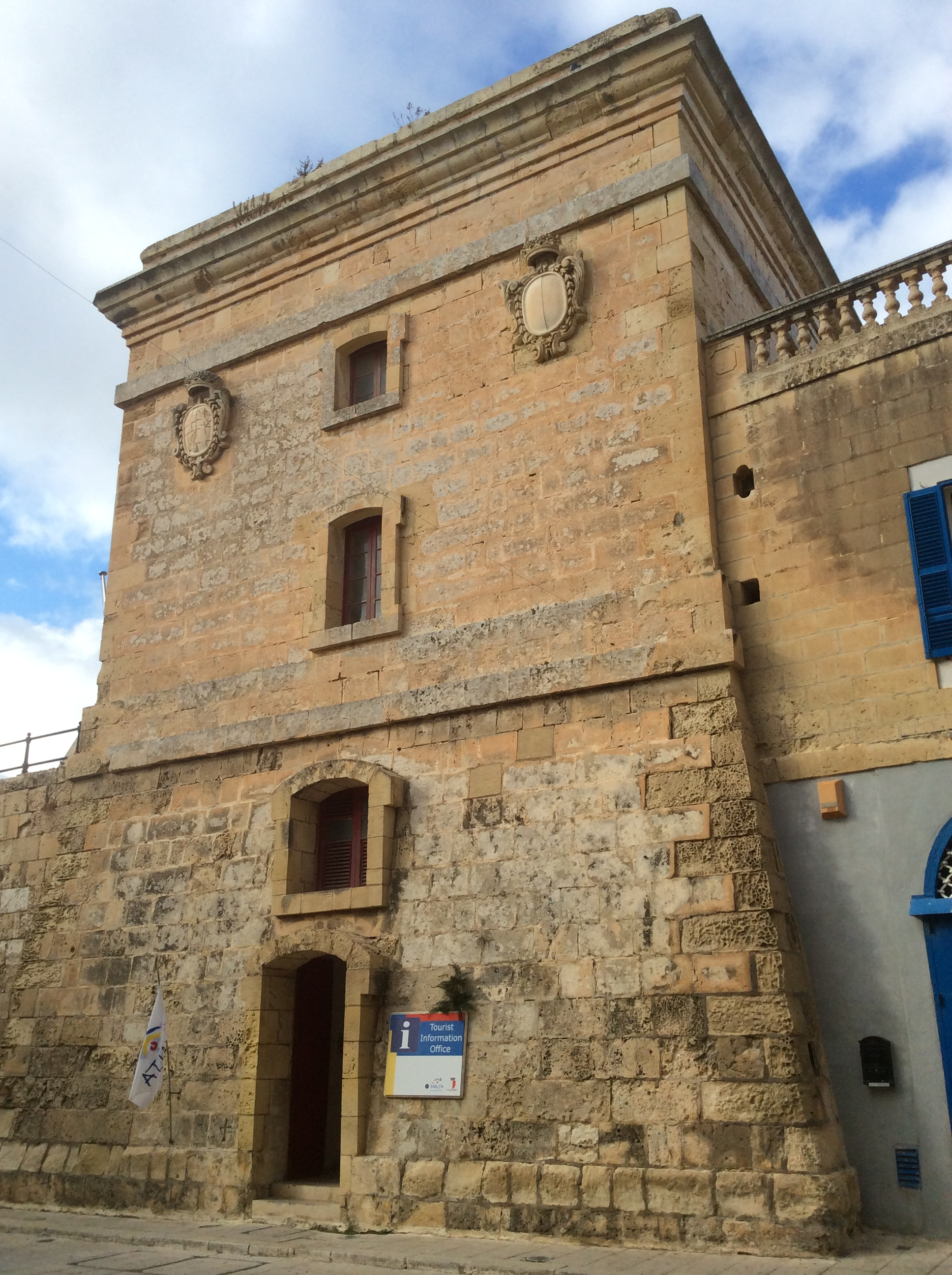
Torre dello Standardo
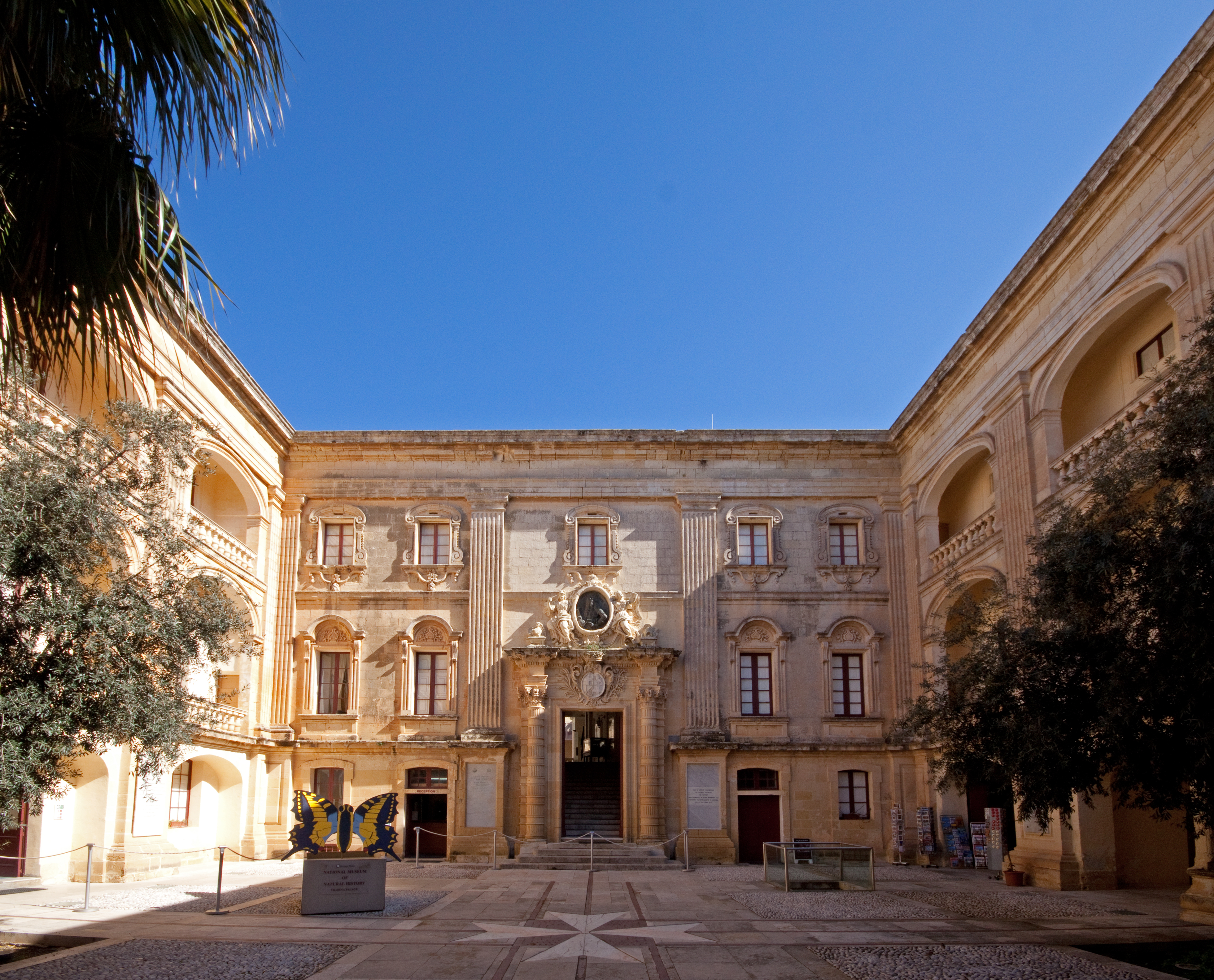
Palazzo Vilhena
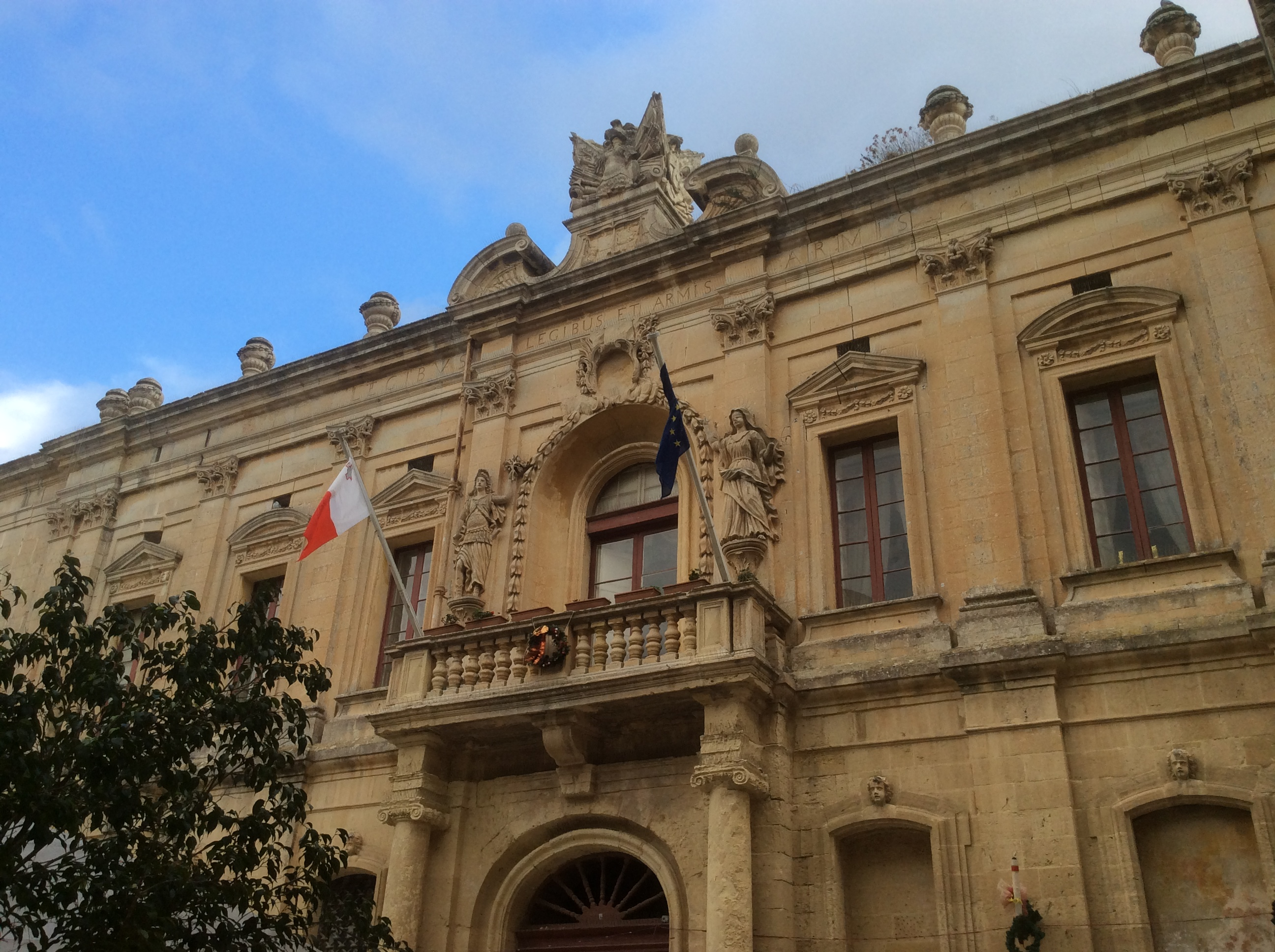
Corte Capitanale